# كرسي دنسن الطوي

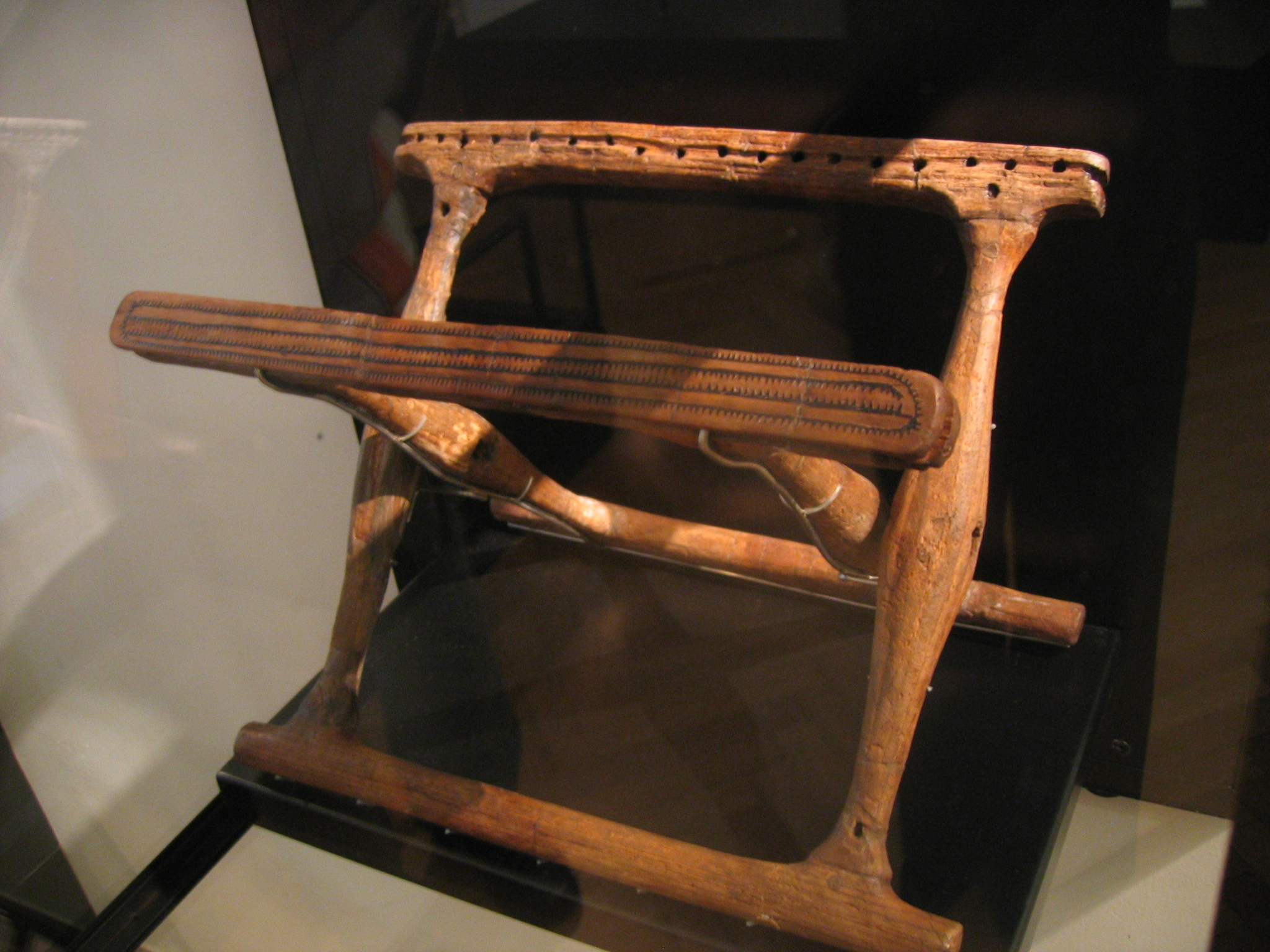
كرسي طوي (الدنمارك، النصف الثاني من القرن الرابع عشر قبل الميلاد) كعينة لإعادة بناء الهيكل الخشبي لكرسي دنسن الطوي.

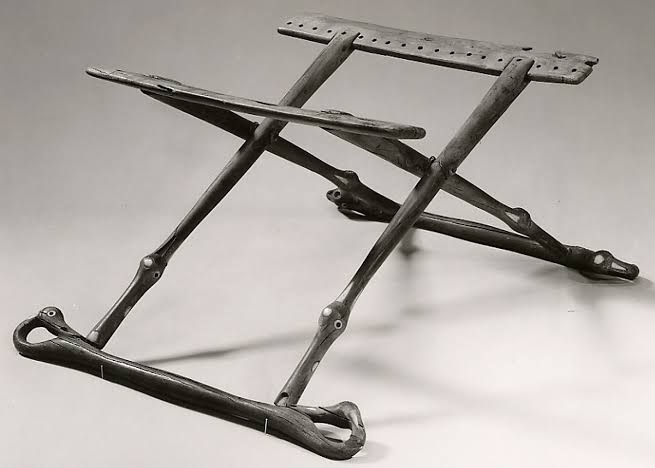
كرسي مصري قديم طوي يشبه كرسي دنسن

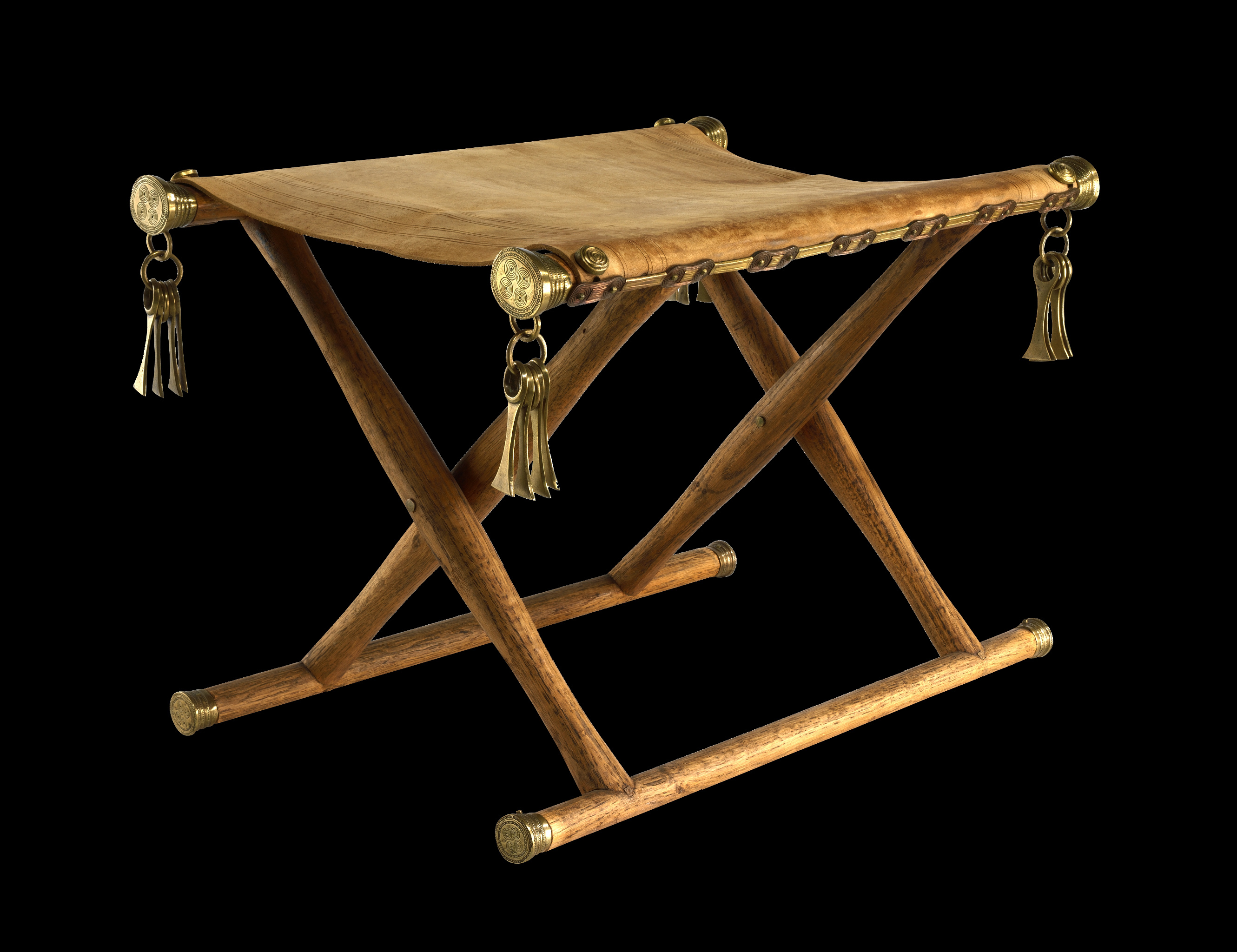
إعادة بناء كرسي دنسن الطوي

يتكون كرسي دنسن القابل للطي من بقايا معدنية لكرسي طوي تم اكتشافه في عام 1899 في الرمال من تلة من العصر البرونزي بالقرب من دنسن، وهي جزء من بوكستهوده، ساكسونيا السفلى، ألمانيا. الكرسي هو المثال الأكثر ثراءً في الجنوب والأكثر ثراءً من الكراسي الثمانية عشر الطوية المعروفة في العصر البرونزي الاسكندنافي في شمال أوروبا. التركيبات، إلى جانب إعادة البناء، موجودة في المعرض الدائم للمتحف هامبورغ الأثري في هاربورغ، هامبورغ. يعتقد أن تلك الكراسي مستوحاة من مصر القديمة حيث تم العثور على أقدم أمثلة لتلك الكراسي بالإضافة إلى التشابه في التصميم والأبعاد في مصر.

## الاكتشاف
يقع المدفن في موقع بارز على بعد حوالي 300 متر شمال غرب قرية دنسن في ريف مفتوح يملكه مزارع سابق ورئيس البلدية إيكهوف.
في عام 1899 تمت إزالة الرمال مرة أخرى من التل مرة أخرى، وهذه المرة اكتشف العمال دائرة حجرية ثانية. عثروا في داخلها على العديد من التركيبات البرونزية والتركيبات المزخرفة جزئيًا بالذهب، بما في ذلك شريطين بطول 45 سم (18 بوصة) مرصعين بالذهب، تم تقسيمهما إلى عدة قطع. في نوفمبر 1899، أرسل إيكهوف جزءًا من التركيبات جنبًا إلى جنب مع تسليح مضلع من البرونز إلى المتحف. في عام 1934، استحوذ مدير المتحف ويلي ويجويتز على التجهيزات المتبقية من أبناء إيكهوف للمتحف.

## الأصول

توزيع الكراسي الطوي من العصر البرونزي الاسكندنافي.

بسبب التنقيب غير الصحيح وتوثيق الاكتشاف، لا يمكن تقديم بيانات دقيقة حول السياق الأثري. الكرسي هو أروع كرسي طوي مزين في العصر البرونزي الاسكندنافي. هذا النوع من الكراسي أو تجهيزاتها موجود في 17 اكتشافًا مشابهًا. نشأت بقايا كرسيين قابلين للطي من الكنوز، وكل الباقي كان عبارة عن بضائع جنائزية من تابوت الأشجار أو مدافن تلال القبور. نظرًا لدور المقعد في وضع الحاضنة فوق الآخرين الجالسين على الأرض، فمن الممكن أن يكون الشخص المدفون في دنسن شخصًا رفيع المستوى أو زعيمًا أو مسؤولًا دينيًا. قد يشير عدم وجود المزيد من السلع الجنائزية إلى أن القبر قد تعرض للهجوم من قبل لصوص القبور العتيقة. تشتمل المقابر المجهزة بشكل مماثل بكراسي قابلة للطي عادةً على عروض إضافية مثل الأسلحة والمجوهرات والأدوات المنزلية، والتي لا توجد في دنسن يجب أن يأتي سوار الذراع البرونزي المضلع الذي قدمه المزارع إيكهوف إلى المتحف من مقبرة أنثى، مما يدعم تفسير دفن زعيم ديني. نشأت الكراسي القابلة للطي المماثلة من مصر القديمة، والتي تأتي أشهر عيناتها من مقبرة توت عنخ آمون عام 1330 قبل الميلاد، مما يدل على الروابط الدولية الواسعة في العصر البرونزي المتأخر.
حقيقة أن التصميم وصل إلى أقصى الشمال دفع العديد من العلماء إلى افتراض أن الأوروبيين الشماليين طوروه بشكل مستقل وبالتوازي مع المصريين. لكن هذا الرأي تم الطعن فيه الآن. تقول بيتينا بفاف، عالمة الآثار من نبرا، بالقرب من مدينة هالي بشرق ألمانيا، والمتخصصة في عصور ما قبل التاريخ: «تصميم الكراسي وأبعادها متشابهة للغاية». كما وجدت زميلتها باربرا جرودي أن هناك «تشابهًا ملحوظًا» بين النموذج المصري والنموذج الشمالي.